# Hawkins (Wisconsin)
Pour les articles homonymes, voir Hawkins.
Hawkins est un village du comté de Rusk, dans l'État du Wisconsin, aux États-Unis. En 2020, il comptait une population de 331 habitants.